# Twin Spar frame
Een Twin Spar frame is een frame van een motorfiets.
Het bestaat uit twee kokerbalken (van balhoofd naar achtervork) en twee hulpbuizen (balhoofd-blok).
Twin Spar frames werden toegepast op onder andere de Honda RS 125 R en CBR 600 F (1991), de Norton F1 en de Yamaha YZR 500 1989). Ook het spaceframe van Bimota wordt weleens twin spar genoemd, omdat het hoofdframe uit twee helften bestaat.
Achterbrug · Balhoofd · Brugframe · Buisframe · Composietframe · Deltabox · Dubbel wiegframe · Duplex frame · E-box frame · Enkel wiegframe · FAST frame · Featherbed frame · Garden gate frame · Lateral Frame Concept · LCG Twin Tube · Loop Frame · Lowboy frame · MR-Albox · Omega frame · Open frame · Perimeter frame · Pivot frame · Pivotless frame · Plaatframe · Raked frame · Rigid frame · Semi-pivotless frame · Slimline frame · Spaceframe · Springframe · Starframe · Stijf frame · Tankframe · Twin Spar frame · Vakwerkframe · Wiegframe · Zeta frame